# Turapatak
Turapatak (1898-ig Turik, szlovákul Turík) község Szlovákiában, a Zsolnai kerületben, a Rózsahegyi járásban.

## Fekvése
Rózsahegytől 8 km-re keletre fekszik.

## Története
A falu a 13. században Liptótepla határában keletkezett. 1278-ban „Turapataka” néven említik először, amikor a birtokot IV. László király híveinek: Marcel fiainak, Simonnak és Tamásnak valamint Sybur fiainak, Albertnek és Dénesnek adta. Neve a szláv tur (= őstulok) főnévből származik. 1391-ben Turapataki Péter fia István, Tamás fia Bálint és Antal fia István a birtokosai. 1410-ben „Twran”, 1477-ben „Thwryk”, alakban szerepel a korabeli forrásokban. 1784-ben 29 házában 238 lakos élt.
A 18. század végén Vályi András így ír róla: „TUREK, v. Turik. Liptó Várm. földes Ura Turánszky Uraság, lakosai többfélék, fekszik Teplához közel, és annak filiája.”
1828-ban 37 háza és 368 lakosa volt, akik főként mezőgazdasággal foglalkoztak. 1848-ig a Turánszky család birtokában állt.
Fényes Elek 1851-ben kiadott geográfiai szótárában így ír a faluról: „Turik, tót falu, Liptó vmegyében, 323 kath., 38 evang., 7 zsidó lak. Kath. filial szentegyház. Több urasági lakházak. Nyugotra a faluról a szántóföldeken több ritka kővévált tárgyakat találni, mint p. o. árpát, lencsét, kendermagot, sőt romai formáju pénzt; a honnan a közember azt hiszi, hogy hajdan itt a várban egy fősvény ember lakott, kinek mindene kővé változa. F. u. Thuránszky nemzetség.”
A trianoni diktátumig Liptó vármegye Rózsahegyi járásához tartozott.
Hozzá tartozik még Kistura és Farkasverem is. Kisturát 1808-tól említik, 1828-ban egy ház állt itt 8 lakossal. Farkasverem szintén 1808-tól szerepel, egy régi malom és vendégfogadó helyén. 1828-ban egy ház állt itt 10 lakossal.

## Népessége
| Év:            | 1994. | 2004.   | 2014.   | 2024.    |
| -------------- | ----- | ------- | ------- | -------- |
| Emberek száma: | 204   | 218     | 232     | 300      |
| Eltérés:       |       | +6,86 % | +6,42 % | +29,31 % |

| Év:            | 2023. | 2024.   |
| -------------- | ----- | ------- |
| Emberek száma: | 304   | 300     |
| Eltérés:       |       | -1,31 % |

1910-ben 183, túlnyomórészt szlovák anyanyelvű lakosa volt.
2001-ben 228 lakosából 226 szlovák volt.
2011-ben 226-an lakták, mindegyik szlovák volt.

## Nevezetességei
- 18. századi klasszicista kastélya van, melyet a 19. század első felében átépítettek.
- Sarlós Boldogasszony tiszteletére szentelt római katolikus temploma 1798-ban épült, a 19. század végén új fatornyot és tetőt kapott.

## Külső hivatkozások
- Hivatalos oldal
- E-obce.sk Archiválva 2008. december 4-i dátummal a Wayback Machine-ben
- Községinfó
- Turapatak Szlovákia térképén